# ナンヨウハギ
ナンヨウハギ（南洋剥）、学名 Paracanthurus hepatus は、スズキ目・ニザダイ科に分類される魚の一種。インド太平洋のサンゴ礁域に生息する。青・黒・黄三色からなる独特の体色をもち、観賞魚として人気がある。
ニザダイ科の分類では、1種のみでナンヨウハギ属 Paracanthurus を構成する。

基本的に沖の根などで見られるが、稀に沖縄本島の沿岸域でも観察されることがある。

## 特徴

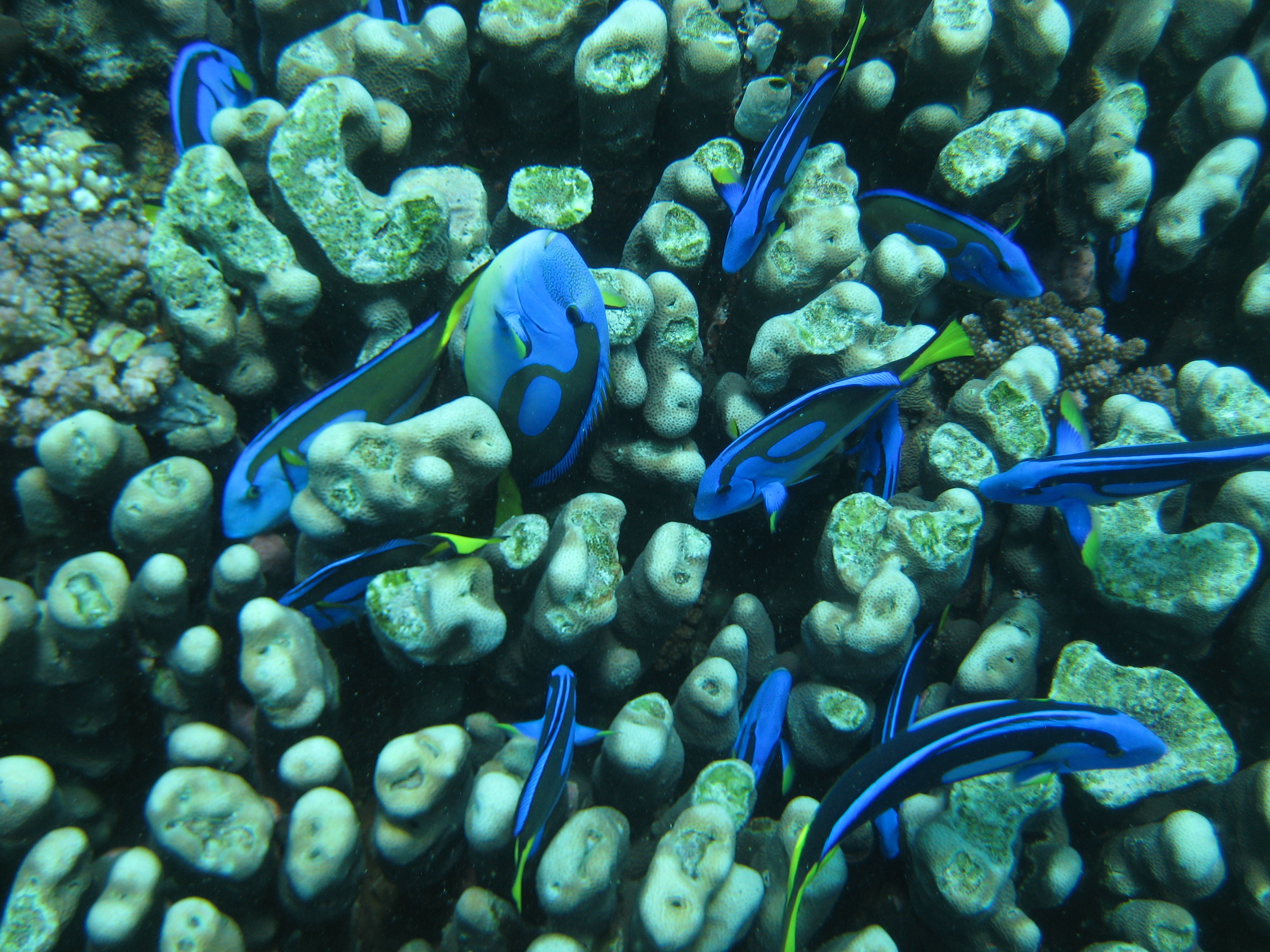
サンゴの隙間に隠れる性質がある

成魚は全長20cmほどで、30cmに達するものもいる。体の大部分は青いが、目-体側-尾鰭に「6」を細長くしたような黒い曲線が入る。また、背鰭・臀鰭、尾鰭の上下も黒で縁取られる。尾柄・尾鰭は黄色の三角を描く他、胸鰭の先端も黄色である。胸ビレを激しく上下に動かしてよく泳ぐ。似た配色の魚はおらず、他種との区別は容易である。
体形は他のニザダイ科魚類に似て楕円形でよく側扁するが、口は極端に前に突き出ず、頭部の輪郭は丸い。背鰭の9棘条・臀鰭の3棘条はどれも太く頑丈である。
アフリカ東岸・南日本・オーストラリア北部・キリバスまで、インド太平洋の熱帯海域に広く分布する。日本では高知県以南で記録がある。
サンゴ礁域に生息し、群れを作って生活する。餌はおもに動物プランクトンを捕食する。幼魚はサンゴの周囲に群れ、敵が近づくと素早くサンゴや岩の隙間に隠れ、夜も隙間に潜り込んで横になって眠る。
サージョンフィッシュの仲間の特徴で尾ひれの付け根に鋭いトゲを隠し持っており、戦う時はトゲを横に飛び出させて体をすり寄せるように攻撃する。
一般的に食用とはしないが、鮮やかな体色から観賞魚として人気があり、水族館などでも多く飼育される。活発な魚であるが性格は穏やかで、何でも良く食べ飼育はしやすい。
体の色は体調により変化し、良い状態の時は鮮やかな青であるが、寝ている時や体調が悪い時は白っぽく変化する。
飼育下ではオキアミ類、藻類、葉菜類なども食べる。映画「ファインディング・ニモ」「ファインディング・ドリー」のキャラクターにちなみ、種名を呼ばず「ドリー」と呼ぶ人もいる。
最近毒がある事が判明した。

## 参考価格
大体、どのショップでも2000円～10000円くらいで販売されている。小さい個体は手に入りやすいが、大きな個体はなかなか見かけない。

## 飼育方法
良く泳ぐ活発な魚であるが温和な性格で人にもすぐ慣れ、他の魚への攻撃することもほとんど無く、どんな餌も良く食べるため飼育しやすい魚である。
バクテリア豊富な海に住んでいるため立ち上げたばかりの水槽での飼育は出来ないので、海水を汲んで来るか3週間～6週間くらい水を循環させてから入れると良い。水槽にはサンゴ岩などを配置すると、隠れたり夜眠るために隙間に入る様子が観察できる。餌は、基本的には海水魚の餌。食べる場合はキャベツなどを与えてもよい。
白点病にとても掛かりやすいので注意が必要。